# میزورام
میزورام ایالتی است در شمال شرقی هند که یکی از هفت ایالت خواهر هندوستان می‌باشد. مرکز این ایالت شهر آیزول است.
این ایالت با ایالت‌های تریپورا، آسام، مانیپور همسایه بوده و با کشورهای بنگلادش و میانمار مرز مشترک دارد.
در سال ۲۰۰۱ جمعیت این ایالت ۸۸۸.۵۷۳ بوده و با ۸۸.۴۹٪ نرخ باسوادی دومین ایالت هند از این نظر به حساب می‌آید.